# Distrito de Navsari
Navsari (en guyaratí; નવસારી જિલ્લો ) es un distrito de India en el estado de Guyarat.
Comprende una superficie de 2 209 km².
El centro administrativo es la ciudad de Navsari. Una de las localidades del distrito es Jalalpore.

## Demografía
Según censo 2011 contaba con una población total de 1 330 711 habitantes.